# Brian Stokes
Brian Alexander Stokes, né le 7 septembre 1979 à Montclair (Californie) aux États-Unis, est un ancien joueur américain de baseball ayant évolué en Ligue majeure au poste de lanceur droitier.

## Carrière
Après des études secondaires à la Jurupa High School de Riverside (Californie), Brian Stokes suit des études supérieures au Riverside Community College. Non drafté, il recruté comme agent libre amateur par les Devil Rays de Tampa Bay le 2 octobre 1998.
Stokes passe six saisons en Ligues mineures avant d'effectuer ses débuts en Ligue majeure le 3 septembre 2006. Il est transféré chez les Mets de New York le 28 novembre 2007.
Il évolue en 2010 pour les Angels de Los Angeles, qui le libèrent de son contrat le 7 septembre. Il montre alors une moyenne de points mérités de 8,10 après 16 manches et deux tiers lancées.
En décembre 2010, il signe un contrat des ligues mineures et reçoit une invitation au camp d'entraînement 2011 des Blue Jays de Toronto.

## Statistiques
| Saison | Équipe    | G   | GS | CG | SHO | V | D  | SV | IP    | SO  | ERA  |
| ------ | --------- | --- | -- | -- | --- | - | -- | -- | ----- | --- | ---- |
| 2006   | Tampa Bay | 5   | 4  | 0  | 0   | 1 | 0  | 0  | 24.0  | 15  | 4,88 |
| 2007   | Tampa Bay | 59  | 0  | 0  | 0   | 2 | 7  | 0  | 62.1  | 35  | 7,07 |
| 2008   | NY Mets   | 24  | 1  | 0  | 0   | 1 | 0  | 1  | 33.1  | 26  | 3,51 |
| 2009   | NY Mets   | 69  | 0  | 0  | 0   | 2 | 4  | 0  | 70.1  | 45  | 3,97 |
| 2010   | LA Angels | 16  | 0  | 0  | 0   | 0 | 0  | 0  | 16.2  | 16  | 8,10 |
| Totaux | Totaux    | 173 | 5  | 0  | 0   | 6 | 11 | 1  | 206.2 | 137 | 5,27 |

Note: G = Matches joués ; GS = Matches comme lanceur partant ; CG = Matches complets ; SHO = Blanchissages ; 
V = Victoires ; D = Défaites ; SV = Sauvetages ; IP = Manches lancées ; SO = retraits sur des prises ; ERA = Moyenne de points mérités.